# La vida moderna (programa de radio)
La vida moderna (LVM) fue un programa de radio español de humor satírico e irónico, que se emitía de lunes a jueves por la noche en la Cadena SER, también disponible en vídeo en YouTube. Era presentado y dirigido por David Broncano y copresentado por Ignatius Farray y Quequé. En 2018 fue galardonado con el Premio Ondas en la categoría de mejor programa de radio. Se dejó de emitir el 1 de junio de 2022, en su programa número mil.

## Historia
El programa comenzó en Navidades de 2012, con David Broncano y la periodista María Gómez, llegando al verano de 2014 como programa especial, para unos meses. Después pasó a ser un programa semanal junto al resto de Oh! My LOL en la Cadena SER.
En septiembre de 2016, La vida moderna comenzó una nueva etapa situándose como programa diario de la cadena y manteniendo su duración de 30 minutos en antena y a su vez emitiéndose en YouTube todas las tardes.
A partir de 2016, y ya en su tercera temporada, se llevó el programa radiofónico a los teatros en forma de monólogos cómicos, compartiendo mismo estilo y referencias humorísticas. A este nuevo proyecto en paralelo se le dio el nombre de La vida moderna live show y era habitualmente promocionado en su homólogo radiofónico.
Su sexta temporada comenzó en septiembre de 2019 y, tras un bajón considerable de audiencia registrado en el EGM de noviembre, los presentadores anunciaron su dimisión, llevando a especulaciones sobre si era el final definitivo del programa o todo era parte de una broma. Tras una semana, en la que sólo grabaron compromisos publicitarios, anunciaron la continuidad del espacio.
La octava temporada (de martes a jueves) comenzó a grabarse en el Teatro Lara de Madrid (donde también se graba el programa de la SER Nadie Sabe Nada, con Andreu Buenafuente y Berto Romero), alternando el teatro con público con las emisiones desde los estudios de la Cadena SER. Debido a la pandemia, ya en la séptima temporada comenzaron a hacer programas sin público de manera continuada, no solo en los denominados programas shashimi, y el tono del programa cambió mucho. La pandemia de coronavirus y las restricciones para la asistencia del público habían provocado que las últimas dos temporadas fueran mucho menos interactivas. 
En el programa subido al canal de YouTube el día 1 de junio de 2022 (grabado anteriormente), se celebró el episodio número mil del programa y también se anunció que sería el último programa.  
Ese mismo día su canal de YouTube acumulaba 85 millones de horas visualizadas en 400 millones de reproducciones, siendo uno de los programas más memorables de la Cadena SER en ese medio.

## Temporadas
| Temporada | Temporada | Episodios | Episodios | Emisión original         | Emisión original    |
| Temporada | Temporada | Episodios | Episodios | Primera emisión          | Última emisión      |
| --------- | --------- | --------- | --------- | ------------------------ | ------------------- |
|           | 1         | 17        | 17        | 19 de julio de 2014      | 6 de julio de 2015  |
|           | 2         | 46        | 46        | 2 de septiembre de 2015  | 19 de julio de 2016 |
|           | 3         | 170       | 170       | 5 de septiembre de 2016  | 13 de julio de 2017 |
|           | 4         | 168       | 168       | 4 de septiembre de 2017  | 12 de julio de 2018 |
|           | 5         | 168       | 168       | 3 de septiembre de 2018  | 11 de julio de 2019 |
|           | 6         | 163       | 163       | 2 de septiembre de 2019  | 2 de julio de 2020  |
|           | 7         | 158       | 158       | 1 de septiembre de 2020  | 1 de julio de 2021  |
|           | 8         | 104       | 104       | 14 de septiembre de 2021 | 1 de junio de 2022  |

## Equipo del programa
- Ignatius Farray: presentador y director.
- Héctor de Miguel: presentador y director.
- David Broncano: presentador y director.
- Jorge "Coke" Peinado: técnico de sonido.
- Álex Pinacho: productor y redes sociales.
- Bea Polo: realización audiovisual.
- Pablo Palacios: realización audiovisual.

## Secciones

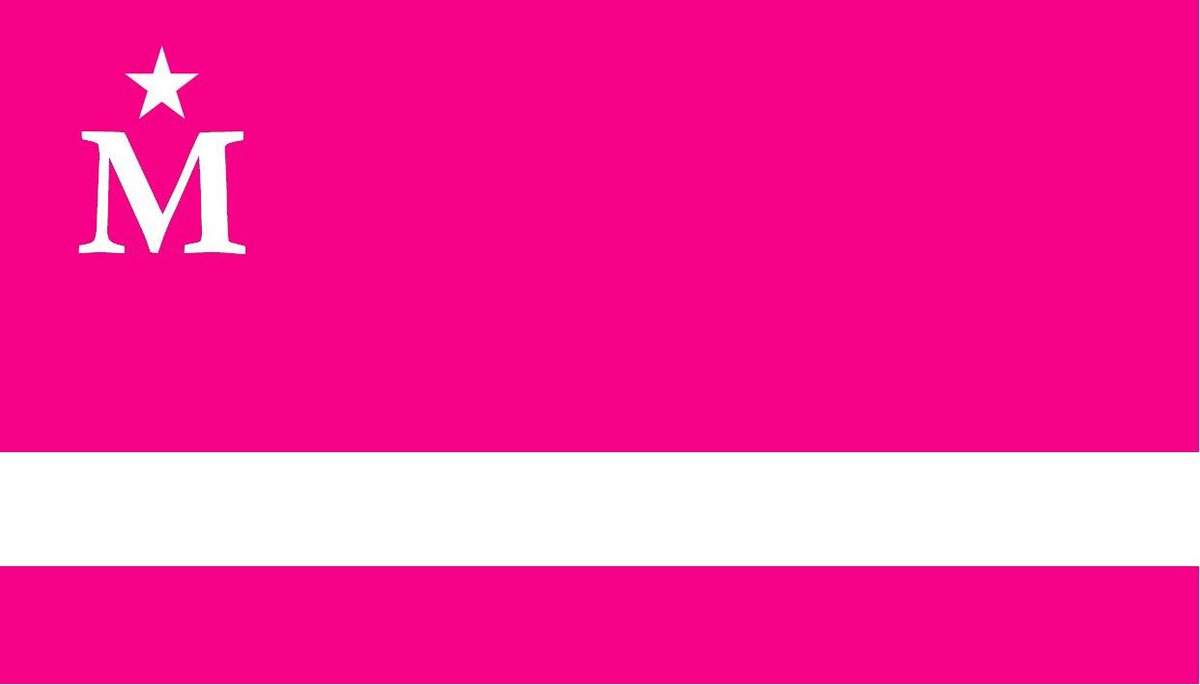
Bandera de Moderdonia, país imaginario creado en el programa.

### Habituales
- Entrada del programa y "Los monólogo de Broncano". Sintonía: "Pressure and Time" de Rival Sons
- Hola, ¿cómo están? Soy Mimí Milata de "Mi vida en un dulce" y el día de hoy vamos a aprender a hacer un riquísimo queque de zanahoria. Otros nombres: Hola. Buenas noches. Le atiende Don Héctor. Sintonía: "When Electricity Came To Arkansas" de Black Oak Arkansas[9]
- You lift my heart up when the rest of me is down. Otros nombres: Hola. Buenas noches. Aquí Don Juan Ignacio. Sintonía: "Amos Moses" de Jerry Reed[9]
- A pijo sacao. Se comentan improvisadamente las noticias del teletipo de Cadena SER. Sintonía: "La Grange" de  ZZ Top.
- Pídeselo a Quequé. El público hace peticiones a Quequé. Sintonía: "The Next Episode" de Dr. Dre[9]
- La promoció. Es el apartado donde anuncian sus bolos o los del espectáculo teatral  La vida moderna Live Show donde participan los tres presentadores en una gira por varios teatros y locales de España.[10]
- El braserillo. Sección que se hace en el programa de los jueves sustituyendo al monólogo de David Broncano en la que los tres presentadores hacen un breve repaso a la actualidad de la semana comentando noticias que propone David Broncano.
- Ciencia y música. A partir de la temporada 7, cada jueves, se lanza un tema relacionado con la ciencia a comentar. Durante la tertulia el trio inframundi[11] lanza canciones aleatoriamente en el trascurso de las conversaciones, siendo estas normalmente del género pop español, de ritmos acelerados y cierto júbilo.

### Esporádicas
- La review
- La indignació
- El ocio
- Y qué hay en Ifema
- What a time to be alive
- El "Rancius"
- Mimimimimimimimi
- Nos han traído una cosa
- El castellano (fallecida)
- Lucha canaria en vivo
- Grandes respuestas
- Moviendo papeles. Sintonía: "What Lovers Do" de Maroon 5 y SZA

- Cómo hemos cambiado
- Los Borbones.

### Menos frecuentes
- Menú del día
- Lo rural. Presentada por Pedro Lucha desde Orcera, pueblo de David Broncano. Sintonía: Baby's on fire de Die Antwoord[9]
- Nos han dado un CD por la calle
- No nos deis más CD por la calle
- Entrevistas
- El fitness
- A pijo sacao estío
- Donald Trump
- Gente que se flipa
- El grito cabrero
- El sector primario. Sintonía: "Day-O (Banana Boat Song)" de Harry Belafonte
- El viaje de la vida
- Los toros
- Lo millennial
- El amoche
- La excomunió
- Lo industrial
- La ingeniería. Sintonía: "Du hast" de Rammstein
- Cómo hemos cambiado. Sintonía: "Changes (canción de David Bowie)
- Las gentes
- La familia. Sintonía: "Lady Madonna" de The Beatles
- El compromís
- Que venga un facha
- Los ricos
- La conjunción copulativa
- Las pajas
- No nos traigáis más cosas franquistas
- Los Borbones. Sintonía: "Woke Up This Morning", sintonía de Los Soprano, de Alabama 3
- Poniendo la lavadora
- La rondita
- ¿Y si lo dejamos?
- Anaximandro
- Todo mal
- Llamadas al azar (Mamadas al azar)
- Quequé Ferreras (en alusión a Antonio García Ferreras)
- Nos estamos flipando

## Premios
| Premios Ondas | Premios Ondas           | Premios Ondas     | Premios Ondas | Premios Ondas |
| Año           | Categoría               | Programa nominado | Resultado     | Ref.          |
| ------------- | ----------------------- | ----------------- | ------------- | ------------- |
| 2018          | Mejor programa de Radio | La vida moderna   | Ganador       | [ 12 ]        |